# Värmeproduktion
Värmeproduktion är en process där energi i någon form omvandlas till värmeenergi.

## Omvandlingsprocesser
Rörelseenergi kan omvandlas till värmeenergi genom friktion.
Kemisk energi kan omvandlas till värmeenergi genom förbränning, och därigenom frigöra den potentiella energi som finns lagrad i det ämne som förbränns.

## Avsiktlig eller oavsiktlig
Värmeproduktion kan vara avsiktlig, som i fall då man avser att värma hem (genom ett fjärrvärmenät från till exempel kraftvärmeverk eller värmeverk).
Värmeproduktion kan också vara en oavsiktlig biprodukt och förlust, till exempel i en motor vars primära syfte är att omvandla energi till rörelse.